# Sergej Ivanov (basketballer)
Sergej Vasiljevitsj Ivanov (Russisch: Сергей Васильевич Иванов) (Krasnojarsk, 9 juli 1963) is een voormalig professionele basketbalspeler die speelde voor het nationale team van Rusland. Hij kreeg de onderscheiding Meester in de sport.

## Carrière
Ivanov begon zijn profcarrière bij CSKA Moskou in 1992. Met CSKA werd Ivanov één keer landskampioen van Rusland in 1993. In 1993 stapte hij over naar Avtodorozjnik Saratov. Met die club werd hij tweede om het landskampioenschap van Rusland in 1994. In 1994 verhuisde Ivanov naar Dinamo Moskou. Ook met Dinamo werd Ivanov tweede om het landskampioenschap van Rusland in 1995. In 1995 keerde Ivanov terug naar Avtodorozjnik. Nu werd hij derde om het landskampioenschap van Rusland in 1996. In 1998 ging Ivanov naar Dinamo ASU Majkop. In 2000 ging hij naar Lokomotiv Mineralnye Vody.
Ivanov won met Rusland zilver op het Wereldkampioenschap in 1994.
Ivanov was twee keer hoofdcoach van Jenisej Krasnojarsk in 1995-1996 en 1999-2000.

## Erelijst
- Landskampioen Rusland: 1
  - Winnaar: 1993
  - Tweede: 1994, 1995
  - Derde: 1996
- Wereldkampioenschap:
  - Zilver: 1994